# Keymi
Keymi est le pseudonyme de Stéphan Raymond, né en 1973 à Paris 12e, peintre et graffeur français ayant réalisé de nombreuses fresques principalement dans la région de Clermont-Ferrand.

## Biographie
Keymi passe son enfance dans la banlieue parisienne, à Saint-Gratien dans le Val-d'Oise. Après un séjour à Nevers de 1985 à 1992, il s'installe à  Clermont-Ferrand, ville natale de ses parents. Ayant obtenu son baccalauréat dans une filière scientifique, il y poursuit à la faculté des études d'histoire de l’art. Après avoir pratiqué le dessin, l'aquarelle et, au collège, la photographie, il découvre au début des années 1980 le mouvement Hip-hop avec les émissions de Sidney à la télévision et opte en 1990 pour sa facette visuelle, le graff qu'il pratique sur les murs et sur d'autres supports. 
Ses divers centres d'intérêt sont alors le mouvement baroque et rococo pour ses fresques en trompe-l’œil et ses églises surchargées, la peinture de paysage (Claude Lorrain, Nicolas Poussin, Camille Corot), l'art du XXe siècle (notamment Bacon, César, Dalí, Robert Motherwell, Mucha, Picasso, Pollock, Soulages), les illustrateurs (Frank Frazetta, Boris Vallejo, Gerald Brom, Gil Elvgren, Vargas, Hajime Sorayama, Luis Royo), les calligraphes (Claude Mediavilla, Hassan Massoudy, Fabienne Verdier) et les dessinateurs de bande dessinée (Druillet, Caza, Bilal, Juan Gimenez, Dany, Serpieri, Manara, Osamu Tezuka, Kazuo Kamimura, Tsutomu Nihei, Junji Itō, Suehiro Maruo), l’iconographie du monde du custom et du tatouage.
Ayant donné à cette époque le surnom de Mickey à l'un de ses amis qui revenait des États-Unis, celui-ci le lui renvoie en verlan. Keymi l'adopte comme pseudonyme, considérant qu'il englobe la culture Pop-art américaine comme la culture asiatique qui sont pour lui « autant d'influences personnelles ».
De 1997 à 2009 Keymi travaille dans les messageries de presse de Clermont-Ferrand,  consacrant ses après-midis à la peinture, et effectue à partir de 2004 plusieurs voyages en Chine. Il est directeur artistique depuis 2003 des « Rencontres graff » de La Roche-Blanche et coordinateur en 2007 de la section graffiti des « Trans’urbaines » de Clermont-Ferrand. En 2007 est publié un livre sur trois ans de son travail dans les rues de Clermont-Ferrand (reproduction de 42 fresques).

## Lettrages et images

Keymi en 2014

Dans la tradition du street-art Keymi va vers son public : « ce n'est pas eux qui viennent te voir dans un lieu, dans un musée, tu vas vers eux et c'est à toi d'élever ton travail et de ne pas faire dans le déjà-vu ». Réalisant ses fresques dans la rue, il lui a fallu « théâtraliser l'acte de peindre (…) un minimum au départ, car comme ce n'est pas autorisé, il faut faire croire à tout le monde que ça l'est. Donc tout le monde croit qu'il y a une autorisation de la mairie. (…) Après il y a une tolérance car ils se sont aperçus que je ne faisais pas n'importe quoi. Sinon ils auraient mis le holà ». 
Le street-art se réalisant à l'origine hors de tout cadre commercial, il n'y a plus besoin de passer par des galeries qui « restent tout de même intéressantes et nécessaires ». « Je n'ai pas besoin d'aller démarcher les gens. Je me montre directement : c'est une grande force de cet art », dit Keymi. Il s'agit « d'aller te placer dans la rue et de diffuser ton travail en choisissant judicieusement les lieux qui vont accueillir les images qui vont être graffées. Comme les plots du tramway : à la base je les ai choisies parce que les gens, en voiture, quand ils sont arrêtés au feu rouge, sont à leur hauteur et peuvent les voir. (…) C'était intéressant de détourner un mobilier urbain éphémère et austère. Ces plots du tram, ils se sont invités dans la ville, l'ont dénaturée, sans demander la permission aux clermontois. Alors je me suis invité sur ces surfaces grises et je les ai déguisées. Elles se sont couchées grises et les clermontois les découvraient colorées ».
La démarche de Keymi s'est développée selon deux axes, les lettrages et les images de personnages. Réalisés d'abord sans autorisation ses graffs se sont acquis la bienveillance des administrations, les services municipaux ayant pour consigne de ne pas les effacer. Keymi a reçu plusieurs commandes de l'Ophis (Office Public de l’Habitat et de l’Immobilier Social) du Puy-de-Dôme, de la ville de Clermont-Ferrand, de la mairie de La Roche-Blanche.
Keymi a le souci d'adapter son intervention aux espaces particuliers qu'il choisit : « c'est essentiellement l'habitat, l'urbanisme, les lieux qui vont déclencher le début, la logique de la réalisation. Contrairement aux graffitis de base où chacun a un style et ne cherche qu'un support. (…) Le fait d'utiliser de la peinture, tu as le sentiment de rentrer dans le mur, de faire corps avec l'espace urbain. Pas comme si tu venais  simplement poser quelque chose sur le mur. (…) La différence, c'est que je ne reproduis jamais la même chose : c'est juste le même personnage qui revient peindre ».
Keymi peint également ses écritures et ses portraits sur toiles (acrylique ou bombe), souvent sur de larges formats (2 m × 2 m). « Partant du constat que les gens n’aiment pas le tag parce qu’ils ne le comprennent pas, alors qu’ils savent qu’il est écrit quelque chose, j’ai donc cherché à renverser la tendance. Le but est donc de faire aimer de l’écriture abstraite mise en situation par des jeux graphiques ou de la matière pour rappeler les murs sur lesquels sont inscrits ces mots ». En polystyrène expansé Keymi réalise en 2009 des lettrages découpés collés sur bois, sur carton ou sur toile, et en 2012 sur polystyrène résiné une série intitulée Puzzle ainsi qu'un ensemble de dessins au marqueur sur carton, « Herbier » de plantes imaginaires.

## Principales réalisations urbaines
- 2003 : Ange, anciens locaux de la Compagnie fermière, Vichy.
- 2004 : travail sur les plots du chantier du tramway de Clermont-Ferrand (au total 179 motifs différents, figures, animaux divers, poissons, oiseaux, insectes).
- 2005 : Fille au lavabo, hôpital Sabourin, Clermont-Ferrand ; Personnage à l'imperméable, Romagnat, Puy-de-Dôme ; Commando ; Homme pingouin.
- 2006 : Le crâne rouge, Rencontres graff de La Roche Blanche ; Personnage,  ruines d'anciens immeubles, Montferrand, à côté du centre diocésain, Clermont-Ferrand ; ancien garage Suzuki, rue des Récollets ; Gavroche, rue des fosses sous le séminaire, remparts de Montferrand, Clermont-Ferrand ;  Portrait, Hall aux grains de Clermont-Ferrand, ancienne école des Beaux-Arts : Lettrage à la carpe, Clermont-Ferrand, Le coiffeur, rue Auger, Clermont-Ferrand ; Grande fresque, Barrière de Jaude. Fétiche auvergnat.
- 2007 : Eunuque Melcart, avenue de la République, Clermont-Ferrand ; Manga, rue Auger et rue Estaing. Clermont-Ferrand ; Tentation, ancienne miroiterie Daguillon, adjacente à la concession Rosier, Clermont-Ferrand ; Faites du bruit, rue des Jacobins, Clermont-Ferrand ; Princesse, carré Jaude, Clermont-Ferrand ; Cyber, ancienne concession Rosier, boulevard Jean-Baptiste Dumas, Clermont-Ferrand ; Portrait hollandais, ancienne concession Rosier, boulevard Jean-Baptiste Dumas, Clermont-Ferrand ; Joker bleu, avenue Edouard Michelin et rue Auger. Clermont-Ferrand ; Au revoir au Paris, ruines de l'ancien cinéma « Le Paris », Barrière de Jaude, Clermont-Ferrand ; Personnage et lettrage, garage Suzuki, avenue de la Libération et rue des Récollets, Clermont-Ferrand ; Personnage, parking, rue Ampère, Clermont-Ferrand ; Lettrage à la fumée et Lettrage au diablotin, ancienne concession Rosier, boulevard Jean-Baptiste Dumas, Clermont-Ferrand. ;  Portrait, ancien garage privé, rue Sainte Geneviève, Clermont-Ferrand ;  Crâne, rue Auger, Clermont-Ferrand ; Sage du conseil inférieur, ancienne maison, boulevard Jean-Baptiste Dumas, Clermont-Ferrand, Personnage au chapeau, avenue de la République, Clermont-Ferrand.
- 2008 : My Teddy Bear et Lettrage blanc, anciens locaux d'Air liquide, rue du charolais, Clermont-Ferrand ; Portrait, « hôtel Continental » avant rénovation, Châtel-Guyon, Puy de Dôme ; Portrait, place maréchal Fayolle. Clermont-Ferrand ; Personnage, Shanghai.
- 2009 : palissade pour l'Ophis, chantier de l'ancien garage Suzuki, avenue de la République.
- 2010 : panneaux de mélaminé d'une palissade pour Les Galeries Lafayette ; intérieur de la boîte de nuit « Le Frog » ; intérieur d'immeuble à l’initiative de l’agence d’architectes Axiome.
- 2011 : mur anti-bruit d'autoroute, Thiers ; réalisation sur bâche PVC lors du festival de la BD de Langeac ; décoration de l'ancienne boîte de nuit « Le Gris Noir », renommé « Le Baise en ville » ; fresque pour l’école maternelle Paul Bert ; salon de coiffure « 22 Street Do » ; micro crèche de La Roche-Blanche ;  pont à l'entrée de La Roche-Blanche ; palissade pour l'Ophis, arrêt de tram des Carmes, Clermont-Ferrand.
- 2012 : rénovation de la salle d'anniversaire du Mac Donald de La Pardieu ; décoration pour le salon de coiffure Yorel à Aubière, Puy de Dôme ;  petites réalisations sur les blocs de béton qui obturent les fenêtres de l'Hôtel Dieu, Clermont-Ferrand ; logo et visuels pour le restaurant japonais « Le Santooka », Clermont-Ferrand ; toile faite à la bombe pour une exposition itinérante du musée de la mine de Brassac-les-Mines, Puy-de-Dôme. Façade du bureau de poste de Saint-Éloi, Clermont-Ferrand.

Keymi a par ailleurs réalisé de nombreuses créations pour des appartements de particuliers.

## Expositions

### Expositions personnelles
- 2001 : mairie de Clermont-Ferrand, salle Loisirs et rencontres
- 2003 : La Roche-Blanche
- 2004 : galerie L’Antilope, Lyon ; mairie de Le Cendre
- 2005 : Orcet ; École Supérieure de Commerce de Clermont-Ferrand
- 2006 : Commentry (Allier)
- 2007 : Conservatoire de Cusset (Allier) ; Égliseneuve-d'Entraigues
- 2008 : Espace Victoire, Clermont-Ferrand

### Expositions collectives
- 2004 : Montluçon ;  Shanghai Art Fair
- 2005 : Marché d’art contemporain de la Bastille, Paris
- 2006 : OPAC du Puy-de-Dôme, Clermont-Ferrand
- 2007 : « Les Abattoirs », Riom ; les Plasticiens du Puy de Dôme, Clermont-Ferrand
- 2008-2009 : ouverture du « 100 m2 », lieu d’exposition permanent dans un appartement clermontois en collaboration avec les artistes Yoco et Marjorie Herréro.
- 2012 : galerie Cour intérieure, Clermont-Ferrand; Bear Galerie, Uzès,